# روبرت رودمان
روبرت رودمان (بالإنجليزية: Robert Rodman)‏ هو لغوي أمريكي، ولد في 1940، وتوفي في يناير 2017.